# Лак-Нуар
Лак-Нуа́р (с фр. — «чёрное») — озеро в коммуне Орбе в Эльзасе в горах на высоте 955 м. Располагается в горной цепи Вогезы. Из Лак-Нуара вытекает ручей, который позже впадает в реку Вайс.

## Гидроэлектростанция
На озере Лак-Нуар расположена гидроэлектростанция, сконструированная между 1928 и 1933 годами Рене Кёхлином (René Koechlin). По типу это первая гидроаккумулирующая электростанция.
Лак-Нуар соединяется с озером Лак-Блан каскадом, что позволяет вырабатывать электроэнергию круглосуточно. Станция развивает мощность до 80 МВт, располагая 4 генераторами переменного тока.
Во время пуска в эксплуатацию 4 января в 1934 году в 21:00 система каналов, соединяющая озёра Лак-Блан и Лак-Нуар, сломалась. Вода обрушилась на крышу станции и она рухнула. Авария унесла жизни девяти человек, одному удалось спастись. Восстановление станции шло до 1938 года.
Во время остановки станции на озере Лак-Нуар при наводнении июля 2002 года функции обеспечения Эльзаса энергией взяла на себя меньшая станция, но более эффективная, с выработкой энергии в 50 МВт с одним генератором переменного тока. Предполагалось, что в 2012 году инвестиции составят 50 миллионов евро в Électricité de France. Соглашение было подписано 16 ноября 2011 года. Общая стоимость работ достигнет 70 миллионов евро. Строительство, намеченное на 6 лет, должно обеспечить работой сто человек.

## Фильмография
Озеро Лак-Нуар служило декорацией к трём французским фильмам:
- «Агент-смутьян[фр.]», режиссёра Жан-Пьера Моки (1987).
- «Французская женщина» режиссёра Режиса Варнье (1995).
- «Гнев[фр.]» режиссёра Жан-Пьера Моки (2010).